# Convento de Jesús (Madrid)
El convento de Jesús (oficialmente, convento de Nuestra Señora de la Encarnación) fue un convento de trinitarios descalzos en Madrid, hoy desaparecido.

## Historia
El convento fue fundado en 1606 por fray Juan Bautista de la Concepción, fundador de la rama descalza de la Orden Trinitaria en España. Su ubicación era cercana al paseo del Prado, aproximadamente en la esquina de las actuales calles Jesús y Cervantes, donde se levanta la basílica de Jesús de Medinaceli.
Poco después de su fundación tomaría su patronato Francisco de Sandoval y Rojas, duque de Lerma y por entonces valido de Felipe III. 

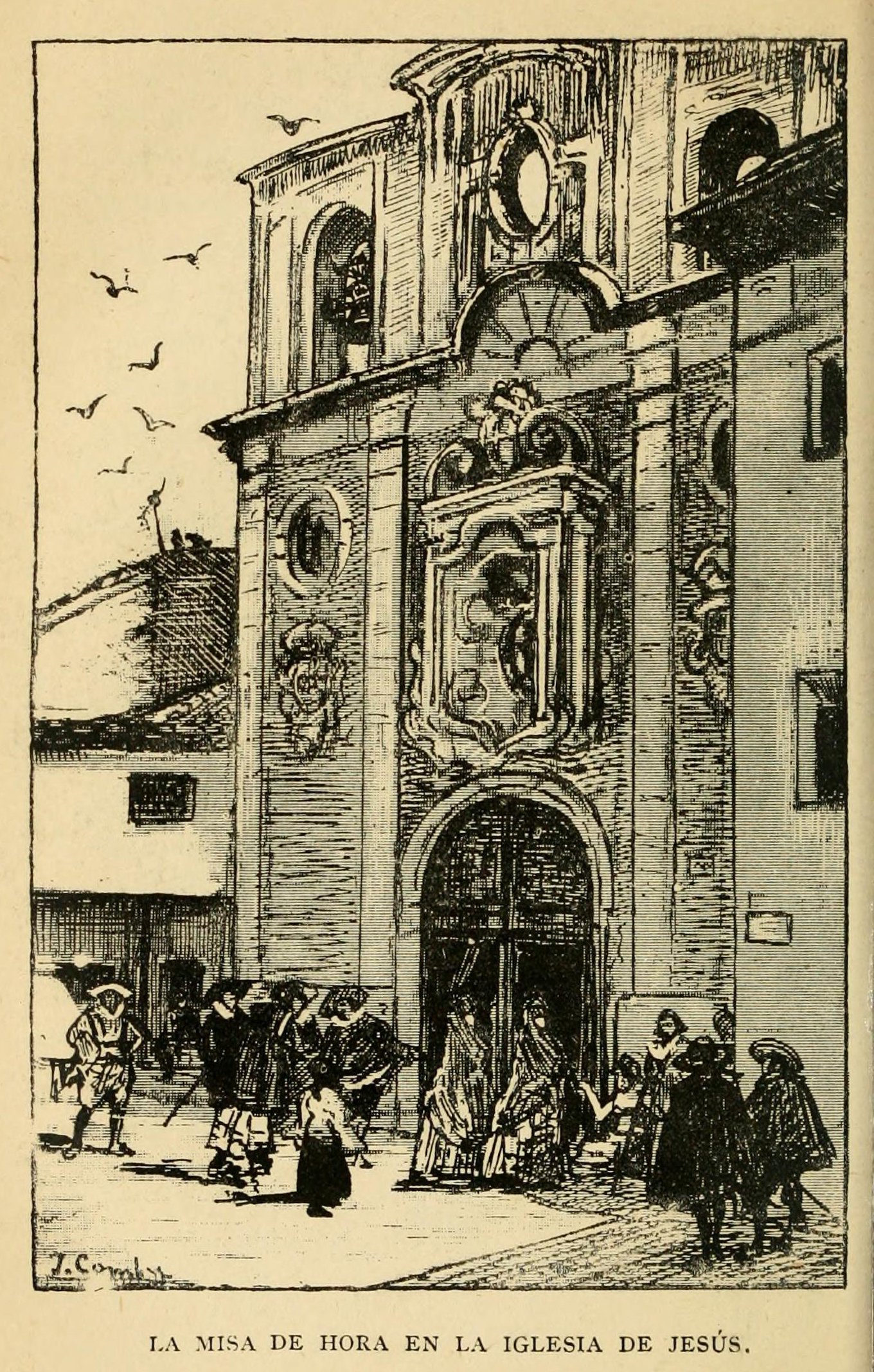
La fachada de la iglesia del convento en 1887, por Comba

A finales del siglo XVII comenzaría a ser conocido bajo el nombre de convento de Jesús por albergar una imagen de Jesús rescatada por los trinitarios descalzos en 1682 de su cautiverio en Mequinez. Por aquel entonces el patronato del convento era ostentado por los duques de Medinaceli, lo que hizo que la imagen pasara conocerse como Cristo de Medinaceli.
Durante la Guerra de la Independencia española el edificio sufrió daños y quedó maltrecho. Con la vuelta de Fernando VII al trono comenzó a reedificarse el convento. En 1836 el convento sería desamortizado sin que hubiesen llegado a acabarse las obras de reconstrucción.
Por derecho de reversión se devolvió al duque de Medinaceli en 1843. El duque lo cedió a las monjas del monasterio fundado por el Caballero de Gracia que por entonces no tenían establecimiento. En 1890 se alojarían en el convento los capuchinos del cercano convento de San Antonio del Pardo, que también había sido fundado por el duque de Lerma y pasado después al patronato de los duques de Medinaceli.
Finalmente, el convento fue demolido en 1922 por el riesgo de ruina y sobre él se levantó la actual basílica dedicada al Jesús de Medinaceli.

## Descripción
El templo era sencillo y fue descrito por Ponz como:
de las más bien proporcionadas de Madrid
El retablo mayor y los colaterales contaban, según Ponz, con pinturas de Vicente Carducho.
Anexa a la iglesia se encontraba la capilla que albergaba el Cristo de Medinaceli.
En el claustro se contaba con las siguientes pinturas, de acuerdo con la descripción de Ponz.:
- Una Anunciación y una Inmaculada Concepción de Alonso del Arco;
- Una Visitación y una Purificación de Francisco de Solís;
- Un Nacimiento, una Presentación y unos Desposorios, de la Virgen, por Francisco Camilo.

### Individuales
1. ↑  Sánchez González, Antonio (2017). El arte de la representación del espacio: mapas y planos de la Colección Medinaceli. Universidad de Huelva. p. 294. ISBN 978-84-17066-30-7. Consultado el 18 de febrero de 2022.